# Albe la Longue
Pour les articles homonymes, voir Albe.
Albe la Longue (Alba Longa, ou Albalonga dans les sources italiennes) est une ancienne ville du Latium. Elle est située en Italie centrale, à 19 km au sud-est de Rome, dans les monts Albains. Fondatrice et tête de la Ligue latine, elle est détruite par Rome vers le milieu du VIIe siècle av. J.-C. et ses habitants sont forcés de s’installer à Rome.
Dans la mythologie romaine, Romulus et Rémus, les fondateurs de Rome, sont issus de la dynastie royale d'Albe la Longue. D'après l'Énéide de Virgile, celle-ci descend d’Énée, un Troyen fils de Vénus.

## Toponymie
Selon l'interprétation classique, le nom d'Albe la Longue tient précisément de la signification de deux mots latins, alba (blanc) et longa (long). Le mythe de la fondation par Ascagne l'associe à la couleur blanche de la truie qui indique le lieu où s'installer. Il est cependant fort probable que la couleur blanche se réfère plutôt à la colline sur laquelle la ville s'est élevée ou à une montagne voisine - le mont Cavo appelé parfois albus. L'attribut « blanc » semble être appliqué à de nombreuses montagnes, y compris les Alpes, soit en référence à la neige, soit en référence aux nuages.
Par la suite, une autre étymologie est proposée : « Albe » dérive d'une racine indo-européenne qui signifie « colline », « mont » ou alpage. Elle est attestée chez les voisins Sabins et dans les langues celtiques. De la même racine celtique dérivent de nombreux toponymes de montagne, y compris les Alpes et l'Albanie..

## Localisation

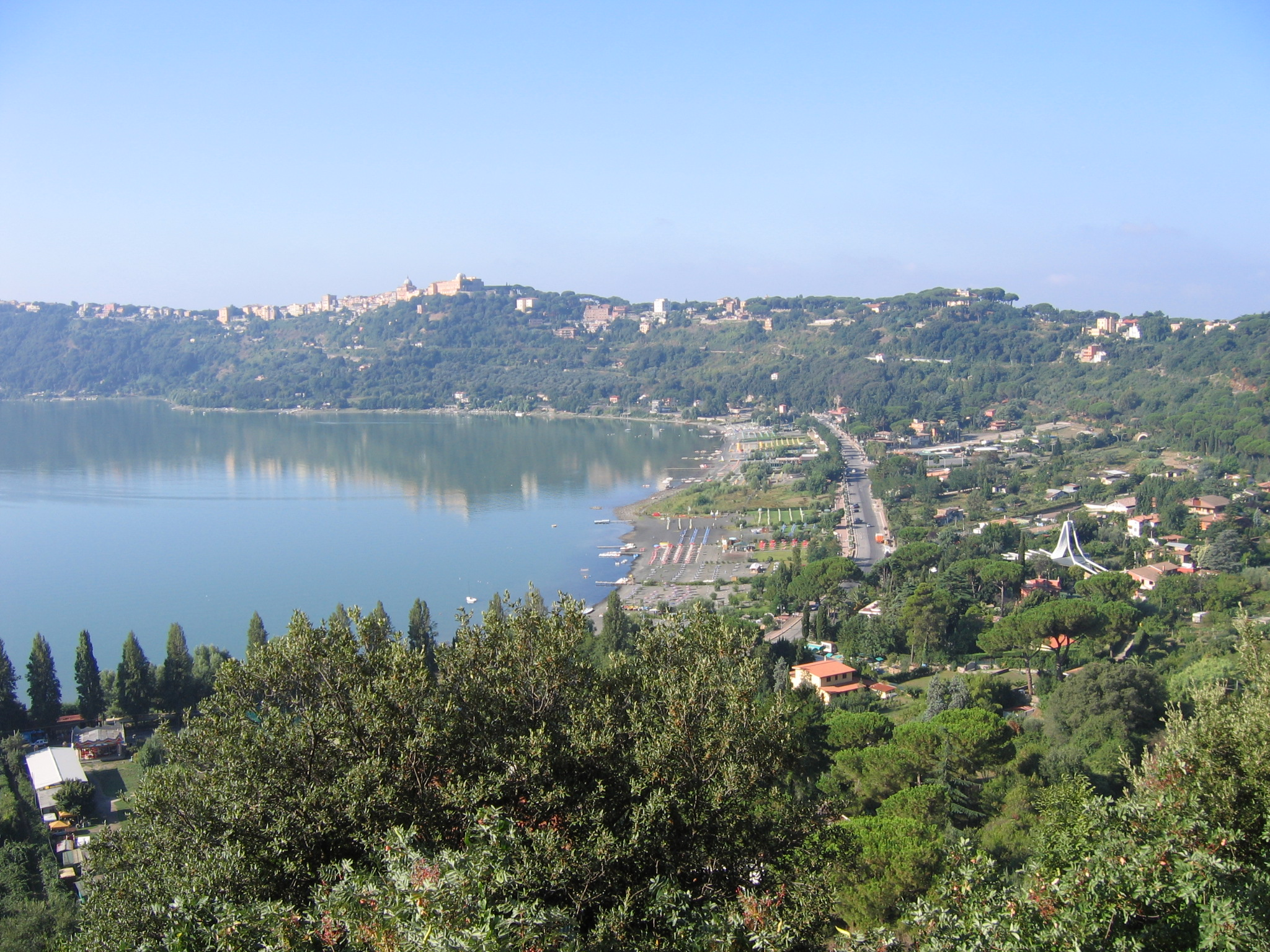
Castel Gandolfo sur une longue crête ensoleillée surplombant le lac Albano, le site le plus probable de l'ancienne Albe la Longue.

Le point de départ est l'histoire de la fondation chez Denys d'Halicarnasse qui parle d'un site entre Monte Cavo et le lac Albano. La localisation de la cité latine antique a fait l'objet de nombreux débats depuis le XVIe siècle, à savoir :
- Albano ou ses environs immédiats — Castel Savelli ou les hauteurs de Tofetti, Paluzzi et Cappuccini — par Pie II, Flavio Biondo, Alberti, Ortelius, Bertrand Capmartin de Chaupy, Joseph Jérôme Lefrançois de Lalande, Labruzzi, Chiarucci et Andrea Carandini ;
- Palazzuolo par Cluver, Kircher, Giuseppe Rocco Volpi, Eschinardi, Fabretti, Piranèse, Riccy, Charles-Victor de Bonstetten, Micali, Westphal, Abeken, Ernest Desjardins, Schwegler, Müller, Giorni, Bornamm, Guidi et Theodor Mommsen ;
- le monte Cavo lui-même par Eduard Meyer, Della Corte, Christian Wernet, Andreas Alföldi et Einar Gjerstad ;
- Prato Fabio, sur une des contreforts du monte Cavo, par Francesco Dionisi et Baltri ;
- Coste Caselle par William Gell, Antonio Nibby, Giorni, Preller et De Rossi ;
- Pratto dela Corte par De Rossi, après 1967 ;
- Marino par Henzen, Rosa et Heinrich Schliemann.

Il est établi que c’est à Castel Gandolfo que se trouve la villa de Domitien, dont des sources antiques affirment qu'elle occupe l'emplacement de la citadelle d'Albe.
Tite-Live dit à propos d'Albe la Longue qu'elle est fondée par Ascagne pour réduire la population de Lavinium. Il la place au pied des monts Albains et déclare que l'étendue de la ville le long d'une crête lui aurait donné son nom. Denys d'Halicarnasse raconte la même histoire, mais ajoute qu'Ascagne, à la suite d'un oracle donné à son père, recueille également d'autres populations latines.

### Archéologie
Les données archéologiques montrent l'existence d'une série de villages à l'âge du fer, chacune avec sa nécropole, le long de la rive sud-ouest du lac Albano. Au moment de leur destruction par Rome, ces villages devaient encore être dans une phase préurbaine, commençant à se regrouper autour d'un centre qui pourrait être situé Castel Gandolfo, dont la nécropole beaucoup plus grande suggère une ville plus importante.
Plus tard, durant la période républicaine, le territoire d’Albe (l’Ager Albanus) voit la construction de nombreuses villas résidentielles, qui sont mentionnées dans la littérature antique et dont des vestiges sont toujours visibles.
Pour Alexandre Grandazzi, auteur d'une thèse sur Albe la Longue, il existe de sérieuses raisons de douter qu’Albe ait jamais été une « ville ». Ce seraient l’importance et le caractère solennel des Féries latines qui la firent appeler « ville », ce qu'elle n’aurait jamais été. Selon lui, le témoignage de l’archéologie est décisif : le nombre des établissements albains et leurs faibles dimensions « excluent toute forme d’une entité […] d’une nature urbaine ».

## Histoire

### Histoire légendaire

#### Mythe de fondation
Selon l'Énéide de Virgile, après la chute de Troie en 1184 av. J.-C., Énée dirige un groupe de Troyens survivants à travers la Méditerranée vers la Sicile, Carthage et finalement l'Italie. En débarquant en Italie, il est accueilli par Latinus, roi des premiers Latins. Énée se marie bientôt avec la fille du roi Latinus, Lavinia, et fonde la ville de Lavinium en son nom. Latinus meurt à la guerre, faisant d'Énée le nouveau roi des Latins et de son fils Ascagne (également appelé Iulus) son successeur.
Quelques années plus tard, Énée est tué au combat, comme Latinus auparavant, et Ascagne devient à son tour roi des Latins. Ascagne aurait bâti Albe la Longue comme sa capitale sur les pentes des monts Albains, en y réinstallant six cents familles issues de Lavinium, en 1151 av. J.-C., trente ans seulement après la fondation de Lavinium,.

#### Ligue latine

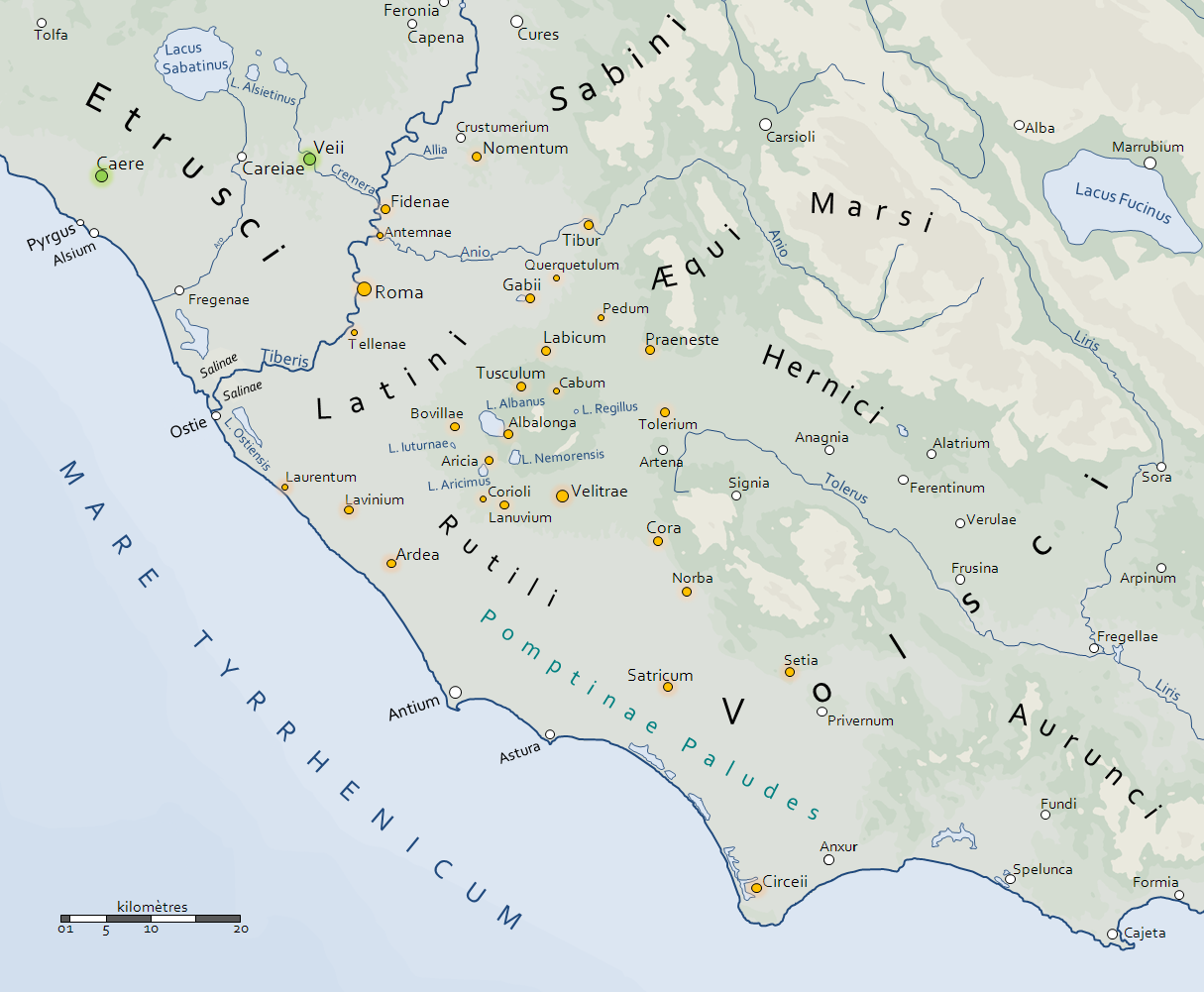
Villes potentiellement membres de la ligue latine en orange.

Albe la Longue est la principale ville d'une alliance regroupant une trentaine de villes et qui composent la Ligue latine. Les rassemblements de la ligue se déroulent au printemps à la source Férentine, dans la vallée entre le lac Albano et Marino, en Italie. Les sacrifices de la ligue sont offerts sur les monts Albains, d'où l'on peut voir tout le pays du Latium.
Les colonies d'Alba Longa sont distinctes des villes peuplées par des Albains car elles constituent les populi albenses, les Albains d'origine étant dénommés populus. Parmi les colonies d'Albe, certaines deviennent une partie de la plèbe, d'autres deviennent des villes latines. Les autres sont cédées aux Latins pour maintenir une trentaine de villes, dont trente ont une grande importance parmi les royaumes latins puisque douze sont ioniennes[Passage contradictoire]. En conséquence, le royaume latin de Latinus et le royaume rutule de Turnus doivent avoir trente villes chacune avec Laurentum comme capitale latine avant l'arrivée d'Énée[pas clair].

#### Guerre avec Rome
Au VIIe siècle av. J.-C., le roi romain Tullus Hostilius succède à Numa Pompilius. Pendant son règne, l'attitude de Rome envers ses voisins montre la prédilection de Tullus Hostilius pour la guerre. Un conflit éclate alors entre un groupe de Romains et d'habitants d'Albe la Longue, ils s'accusent mutuellement de vol comme prétexte au conflit. Les deux parties envoient des émissaires pour demander réparation. Lorsque la délégation d'Albe arrive à Rome, Tullus Hostilius leur donne volontairement un accueil si chaleureux que les émissaires tardent à faire leur demande. Les délégués romains adressent alors leurs demandes à la délégation d'Albe, qui sont refusées. En vertu du premier refus, Tullus Hostilius obtient sa justification pour déclarer la guerre.
Tite-Live décrit cette guerre comme une guerre civile, car les Romains seraient des descendants d'Albe la Longue.
Le roi d'Albe, Gaius Cluilius, marche avec son armée vers le territoire romain, établit son campement et creuse une énorme tranchée autour de Rome, connue sous le nom de Fossae Cluiliae. Mais Gaius Cluilius meurt dans son camp de causes indéterminées, après quoi les habitants d'Albe nomment Mettius Fufetius comme dictateur pour diriger l'armée à sa place.
Tullus Hostilius sort de Rome avec son armée, passe le camp d'Albe dans la nuit et marche sur le territoire de ces derniers. Mettius Fufetius suit, campe près de l'armée romaine, puis envoie un représentant pour inviter Tullus Hostilius à négocier avant tout engagement. Tullus Hostilius accepte l'invitation. Dans le même temps, les deux armées se préparent pour la bataille tandis que les dirigeants se rencontrent entre les deux armées.

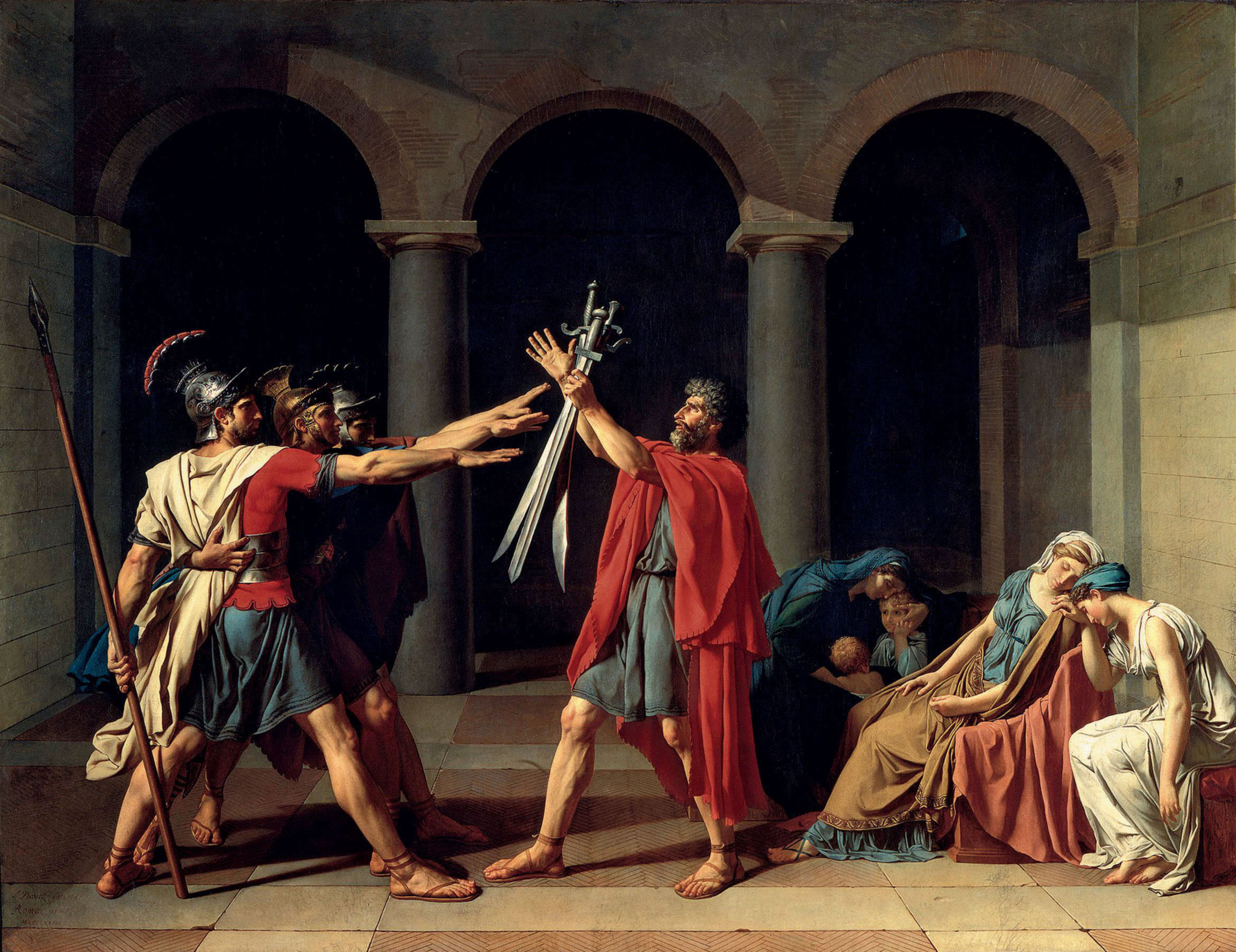
Le Serment des Horaces, peinture de Jacques-Louis David en 1784-1785.

Lors de l'entrevue, Mettius Fufetius propose que le différend soit résolu par d'autres moyens que le massacre, en se disant inquiet que leurs voisins Étrusques tombent sur les deux États latins s'ils sont affaiblis par la guerre et incapables de se défendre. Il est convenu que des triplés de chaque camp, trois frères Horatii et trois Curiatii, se disputeraient la victoire des deux États. Tite-Live fait référence au conflit avec ses propres sources pour savoir quels frères représentent quel État, il expose que les Horaces sont les Romains et les Curiaces les Albains.
Des serments solennels sont échangés entre les Romains et les Albains sur le fait que l'avenir de chaque État est lié par le résultat du combat. Marcus Valerius est nommé fétial et Spurius Fusius est nommé Pater Patratus, avec pour objectifs de lier Rome au traité conclu.
Le combat commence. Deux des Romains sont les premiers à tomber. Le Romain survivant, Publius Horatius, tue les trois Albains et donne ainsi la victoire à Rome.
Le conflit résolu, Tullus Hostilius ordonne à Mettius Fufetius de retourner avec son armée à Albe la Longue, mais de garder les jeunes Albains prêts au cas où la guerre avec Véies éclaterait. Les Albains deviennent, en substance, un État vassal de Rome.
Peu de temps après, la guerre éclate avec les Véies et les Fidènes. Mettius Fufetius et les Albains reçoivent l'ordre de marcher pour combattre avec Tullus Hostilius et des Romains, et ils rencontrent les Étrusques de l'autre côté de l'Aniene, sur les rives du Tibre. Cependant, lorsque la bataille commence, Mettius Fufetius emmène ses troupes loin de la bataille, laissant les Romains se battre seuls contre les Étrusques.
Rome est victorieuse contre les Étrusques. Après la bataille, Tullus Hostilius exécute Mettius Fufetius pour trahison. Ensuite, sur l'ordre de Tullus Hostilius, les soldats romains détruisent la ville d'Albe la Longue, vieille de 400 ans, ne laissant debout que ses temples. Toute la population d'Albe est déportée à Rome, doublant ainsi le nombre de citoyens romains,. Tullus Hostilius enrôle parmi les patriciens les principales familles d'Albe, à savoir les Julii, les Servilii, les Quinctii, les Geganii, les Curiatii et les Cloelii. Tullus Hostilius fait construire un nouveau bâtiment pour le Sénat, la Curia Hostilia, pour loger le sénat romain élargi. Il recrute également dix nouvelles turmae d'équites parmi les Albains et de nouvelles légions. Les migrants d'Albe s'installent sur le Cælius à Rome.

### Période archaïque
Peu d'éléments datant de la période archaïque (VIIIe siècle av. J.-C. et début du VIIe siècle av. J.-C.) nous sont parvenus. À cette époque, le site est occupé par plusieurs groupes de villages. Il n'est pas certain qu'une ville existait déjà à cette époque, bien que cela ne soit pas exclu, la nécropole de Castel Gandolfo étant relativement importante.
Au début du VIIe siècle av. J.-C., les rois de Rome commencèrent à étendre le territoire de la cité et firent la conquête du territoire d'Albe. Si la tradition attribue la prise d'Albe la Longue à Tullus Hostilius, la réalité historique est plus nuancée : si les Romains ont bien pris possession du territoire à cette période, rien n'indique l'identité du roi qui en est à l'origine (Tullus Hostilius est un personnage légendaire). De plus, rien n'indique la présence d'une ville importante sur le site à cette époque, bien que cela soit possible en raison de la présence d'une importante nécropole sur le site de Castel Gandolfo. La légende comprend donc une part de réalité historique.

## Rois d’Albe la Longue
Lignée d'Ascagne
1. Ascagne (Ascanius) (ou Iule), fils d'Énée, roi de Lavinium en 1155 av. J.-C., puis roi d'Albe la Longue de 1155 à 1143 av. J.-C. ;
2. Silvius (Silvius), fils d'Énée et de Lavinia, roi de 1143 à 1114 av. J.-C. Il donne son nom à la dynastie des Silvii ;
3. Énée (Aeneas Silvius), fils du précédent, roi de 1114 à 1078 av. J.-C. ;
4. Latinus Silvius (ou Latrius), fils du précédent, roi de 1078 à 1039 av. J.-C. ;
5. Alba, fils du précédent, roi de 1039 à 1002 av. J.-C. ;
6. Atys, fils du précédent, roi de 1002 av. J.-C. à ? (fin règne inconnue) ;
7. Capys, fils du précédent, roi de ? (début règne inconnue) à 976 av. J.-C. ;
8. Calpétus (ou Capétus), fils du précédent, roi de 976 à 905 av. J.-C. ;
9. Tiberinus Silvius, fils du précédent, roi de 905 à 885 av. J.-C. ;
10. Agrippa, fils du précédent, roi de 885 à 864 av. J.-C. ;
11. Alladès ou Romulus Silvius, fils du précédent, roi de 864 à 845 av. J.-C. (meurt foudroyé) ;
12. Aventinus, roi de 845 à 808 av. J.-C. ;
13. Procas, roi de 808 à 794 av. J.-C. ;
14. Numitor, fils aîné du précédent, roi en 794 av J.-C. et de 754 à 735 av. J.-C., père de Rhéa Silvia, la mère de Romulus et Rémus ;
15. Lausus, roi en 794 av. J.-C. (tué par Amulius dès son premier jour de règne) ;
16. Amulius, oncle du précédent, roi de 794 à 754 av. J.-C. ;
17. Numitor, frère aîné du précédent, roi de 754 à 735 av. J.-C., restauré par ses petits-fils, Romulus et Rémus.

Fin d'Albe
1. Gaius Cluilius, roi de 735 à 665 av. J.-C. (mort dans la guerre contre les Romains)[29] ;
2. Mettius Fufetius, dictateur (665 av. J.-C.) pour continuer la guerre[29].

## Lesgentes Albanae
Les gentes Albanae, sont des familles (gentes) romaines qui, d'après la tradition, étaient originaires d'Albe. Deux listes ont été conservées, par Tite-Live, d'une part, et Denys d'Halicarnasse, d'autre part. Ces deux listes diffèrent quant au nombre et à l'ordre des familles. Celle de Tite-Live est la suivante : 1. les Iulii ; 2. les Servilii ; 3. les Quinctii ; 4. les Geganii ; 5. les Curiatii ; 6. les Cloelii. Celle de Denys d'Halicarnasse est la suivante : 1. les Iulii ; 2. les Servilii ; 3. les Curiatii ; 4. les Quin(c)tilii ; 5. les Cloelii ; 6. Geganii ; 7. les Metilii (en).
Pour Alexandre Grandazzi, les différences mineures entre ces deux listes attesteraient de leur origine commune : le De familiis troianis de Varron. D'après Jacques Poucet, Denys d'Halicarnasse aurait introduit les Metilii dans la liste des gentes Albanae afin, d'une part, de tenir compte de la ressemblance phonétique existant entre le nom Metilius et celui du dictateur albain Mettius Fufetius mais, surtout, de faire plaisir à son ami Metilius Rufus.
À la suite de R. E. Palmer, l'authenticité des noms est admise.

## Institutions religieuses

### Temple de Vesta

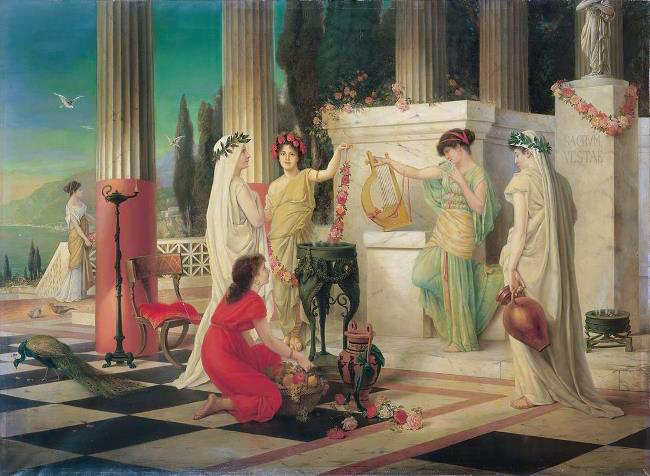
In the temple of Vesta peint par Constantin Hölscher en 1902.

Le temple de Vesta qui se dresse au pied du Palatin, à l'extérieur de Rome, est vraisemblablement antérieur à la ville qui, au moment de sa fondation, n'occupe que le sommet de la colline. Le foyer de Vesta n'est normalement pas construit en dehors des murs d'une ville.
Le culte de Vesta en Italie commence à Lavinium, ville mère d’Albe la  Longue et première colonie troyenne dans la région. De Lavinium, le culte de Vesta est transféré à Albe. En montant dans la hiérarchie, les magistrats romains se rendent à Lavinium pour offrir un sacrifice à Vesta et aux dieux de la maison que les Romains appellent Penates. Les Penates sont des dieux troyens introduits pour la première fois en Italie par Énée. Parmi ces dieux de la maison, citons Vesta Iliaca (Vesta de Troie), son foyer sacré est nommé Ilaci foci (foyer troyen).
Les prêtresses de Vesta, connues sous le nom de vestales, gèrent son temple et surveillent le feu éternel. Leur existence à Albe la Longue est liée aux premières traditions romaines, car Rhéa Silvia, la mère de Romulus, est une prêtresse. Les vestales s'établissent finalement à Rome pendant le règne de Numa Pompilius, où elles restent jusqu'à ce que l'institution disparaisse avec la montée en puissance du christianisme à la fin de l'empire romain.

### Le sanctuaire deJupiter Latiaris
Au sommet du Mons Albanus se trouve un sanctuaire très ancien consacré à Jupiter Latiaris. Florus, l’historien romain du IIe siècle, rapporte que le lieu aurait été choisi par Ascagne, le fondateur d’Albe-la-Longue, qui après la fondation de la cité aurait invité les Latins à y célébrer des sacrifices en l’honneur de Jupiter. Dans le sanctuaire, on célèbre chaque année les Feriae Latinae, au cours desquelles toutes les cités appartenant à la Ligue latine se réunissent pour sacrifier au dieu un taureau blanc, dont la chair est distribuée aux participants.
Il s'agit donc d'un culte fédéral et sa situation proche d'Albe la Longue témoigne de l'hégémonie qu'il devait exercer sur les autres lieux de culte de la région, parmi lesquels devait figurer Rome.
Après la destruction d’Albe la Longue, remplacée par Rome comme centre hégémonique, la tradition rappelle l'édification d'un véritable temple dédié à Jupiter Latiaris sur le mont Albain, sous le règne de Tarquin le Superbe. Il ne subsiste aujourd’hui du sanctuaire antique que quelques vestiges du mur d’enceinte, qui ont été déplacés du site, et des restes importants de la route pavée qui en permet l’accès et qui rejoint la voie appienne près d’Aricie.
Ce temple de Jupiter, sur le Capitole, inauguré en 509 av. J.-C. selon la tradition, est destiné à remplir les fonctions du sanctuaire fédéral latin, établissant le centre religieux à Rome.

#### Sources antiques
- Denys d'Halicarnasse, Antiquités romaines. .
- Florus, Epitoma de Tito Livio bellorum omnium annorum DCC.
- Ovide, Les Fastes : Livre VI (lire sur Wikisource). .
- Plutarque, Vie de Numa. .
- Strabon, Géographie (lire sur Wikisource).
- Tite-Live, Histoire romaine : Livre I (lire sur Wikisource). .
- Virgile, L’Énéide (lire sur Wikisource). .

#### Ouvrages
- (it) AAVV, Alba Longa: Mito, Storia, Archeologia, Rome, Atti dell'Incontro di studio, 1996.
- (it) Franco Arietti, Alba e gli albani, Rome, Edizioni Quasar, 2009 (ISBN 978-88-7140-430-1).
- Alexandre Grandazzi (dir.), Alba Longa, histoire d'une légende, Lille, A.N.R.T, 1990 (ISSN 0294-1767).
- [Grandazzi 2008] Alexandre Grandazzi, Alba Longa, histoire d'une légende : recherches sur l'archéologie, la religion, les traditions de l'ancien Latium, École française de Rome (diff. Paris, De Boccard), coll. « Bibliothèque des écoles françaises d'Athènes et de Rome » (no 336), 2008 (réimpr. 2013), 1re éd., 2 vol., XV-988-[28], 25 cm (ISBN 978-2-7283-0412-7, EAN 9782728304127, OCLC 377975340, BNF 41459009, DOI 10.4000/books.efr.2192, SUDOC 129766615, présentation en ligne, lire en ligne).
- [Poucet 1985] Jacques Poucet, Les origines de Rome : tradition et histoire, Bruxelles, Facultés universitaires Saint-Louis, coll. « Publications des facultés universitaires Saint-Louis / Histoire » (no 38), 1985 (réimpr. 1987), 1re éd., 1 vol., 360, 15,5 × 23 cm (ISBN 2-8028-0043-4, EAN 9782802800439, OCLC 300448296, BNF 34984369, SUDOC 001368621, présentation en ligne, lire en ligne).
- (it) Giovanni Antonio Ricci, Memorie storiche dell'antichissima città di Alba-Longa e dell'Albano moderno, Rome, 1787.
- [Smith 2006] (en) Christopher J. Smith, The Roman clan : the gens from ancient ideology to modern anthropology, Cambridge, Cambridge University Press, coll. « The W. B. Stanford memorial lecture », mars 2006 (réimpr. janvier 2009), 1re éd., 1 vol., XIII-393, 16 × 23,5 cm (ISBN 978-0-521-85692-8, EAN 9780521856928, OCLC 470939171, BNF 41039781, SUDOC 111818109, présentation en ligne, lire en ligne).

#### Articles
- Jean Gagé, « Comment Énée est devenu l'ancêtre des Silvii albains », Mélanges de l'École française de Rome, t. 88,‎ 1976, p. 7-30.
- [Grandazzi 1986] Alexandre Grandazzi, « La localisation d'Albe », Mélanges de l'École française de Rome : Antiquité, t. 98, no 1,‎ 1986, p. 47-90 (DOI 10.3406/mefr.1986.1492, lire en ligne [fac-similé], consulté le 15 avril 2018).
- (en) David B. Guralnik, « Alba Longa », Webster's New World Dictionary of the American Language, New York, Prentice Hall Press,‎ 1986 (ISBN 0-671-41809-2, 0-671-41811-4 et 0-671-47035-3). .
- (en) Frederick C. Mish, « Alba Longa », Webster's Ninth New Collegiate Dictionary, Springfield, Merriam-Webster,‎ 1985 (ISBN 0-87779-508-8 et 0-87779-510-X). .
- Jacques Poucet, « Albe dans la tradition et l'histoire des origines de Rome », Hommages à Jozef Veremans, Bruxelles, Latomus,‎ 1986.